# Босна и Херцеговина (Аустроугарска)
Босна и Херцеговина је била територија коју су заједно формално контролисали Османско царство (фактички — била је административном потчињена Аустроугарској) и Аустроугарска монархија од 1878. до 1908. године. Аустроугарска је територију анектирала 1908, у чијем саставу је остала до 1918. године.
Босански вилајет су окупирале аустроугарске трупе према условима Берлинског споразума из 1878, закљученог послије Руско-турског рата, али је званично остао у саставу Османског царства (као кондоминијум). Аустроугарске власти су током окупације успјеле да покрајину укључе у привредну и политичку структуру царства, као и да изврше низ значајних економских и културних трансформација. Аустроугарска је 1908. извршила анексију Босне и Херцеговине, чим је формално ушла у састав земље.

## Историја

### Окупација
По окончању Руско-турског рата 1878, велике силе су организовале Берлински конгрес, на којем је одлучено да Босански вилајет пређе под контролу Аустроугарске. Аустроугарске трупе су заузеле Босну уз отпор мјесних јединица. Аустроугарска је такође послала трупе у Новопазарски санџак.
Аустроугарска војска је спровела опсежну мобилизацију како би се припремила за напад на Босну, до краја јуна 1878. командујући снагама од 82.113 војника и официра, 13.313 коња и 112 топова распоређених у 6, 7, 20. и 28. пјешадијску дивизију, као и позадинском војском у Далмацији. Главни командант био је Јосип Филиповић, претходница 18. пјешадијска дивизија била је под командом Стефана Јовановића, док је позадином у Далмацији командовао Гаврило Родић. Улазак трупа на територију Босне почео је 29. јуна 1878. године. Цјелокупна територија бившег османског вилајета дошла је под аустроугарску контролу 20. октобра.
Јединице османске војске у Босни бројале су око 40.000 војника са 77 топова, што је заједно са мјесним милицијама износила око 93.000 људи. Значајне борбе између османских и аустроугарских трупа вођене су код Читлука, Стоца, Ливна и Клобука. Упркос неуспјесима код Маглаја и Тузле, Сарајево је заузето у октобру 1878. године. Аустроугари су имали преко 5000 жртава, а неочекивано насиље у походу довело је до оптужби између командата и политичких вођа. Отпор је прекинут за три седмице. Главни отпор аустроугарским трупама пружали су мјесни муслимани, који су претпостављали да ће одласком османских трупа изгубити свој привилеговани статус.
Тензије су и даље биле присутне у неким дијеловима кондоминијума (нарочито у Херцеговини). Због закона о војној обавези из 1881. избио је устанак у јануару 1882. године. У марту исте године устанак је сломљен, а вође погубљене. Након окупације почиње масовно исељавање претежно муслиманског становништва. Међутим, аустроугарске власти су успјеле да стабилизују ситуацију и започну друштвене и административне реформе. Аустроугарске власти су велику пажњу посветиле кодификацији закона и спрјечавању раста национализма међу босанскохерцеговачким јужнословенским народима.

### Анексија
Аустријски цар и угарски краљ Франц Јозеф је објавио 5. октобра 1908. намјеру да припоји Босну и Херцеговину Аустроугарској, уз давање аутономију и уставних права њеним народима. Ова једнострана одлука — темпирана да се поклопи са проглашењем независности Бугарске од Османског царства 5. октобра — довела је до почетка Анексионе (Босанске) кризе и изазвале протесте свих великих сила и балканских сусједна Аустроугарске, Србије и Црне Горе. У априлу 1909. потписан је измјењен и допуњен Берлински споразум, како би изразио fait accompli и довео до краја кризе.
Иако је криза завршена наизглед аустроугарском дипломатском побједом, она је трајно нарушила односе између Аустроугарске и њених сусједа, нарочито Србије, Италије, Русије. Србија је сматрала анексију Босне и Херцеговине незаконитом, што је довело до раста националистичких осјећања у земљи. У Србији су се почеле јављати организације које су за циљ поставиле „поновно уједињење” Босне са Србијом. На крају, тензије су довеле до Сарајевског атентата и избијања Првог свјетског рата.
Током Анексионе кризе, аустроугарске власти су образовале добровољачке одреде, који су чинили мјесни католици и муслимани (шуцкори), ради сузбијања могућег српског устанка. Тада је настао израз „Хрватске пучке усташе”, а једна од добровољачких јединица звала се „Црна легија”.

### Први свјетски рат
Гаврило Принцип је 28. јуна 1914. у Сарајеву извршио атентата на претпостављеног аустроугарско пријестолонасљедника Франца Фердинанда. Након атентата у Сарајеву, Завидовићима, Мостару, Шамцу, Добоју и другим градовима Босне и Херцеговине почеле су антисрпске демонстрације које су прерасле у погроме у организацији франковаца и хрватских клерикалаца. Током погрома, уништаване су српске православне цркве и друге светиње, имовина српских грађана. Многи Срби, посебно они који су живјели уз границу са Србијом и Црном Гором, постали су избјеглице.
Становништво Босне и Херцеговине је регрутован током рата у службу. Међутим, на територији Босне и Херцеговине је релативно избјегнут сукоб. Послије окончања Првог свјетског рата, Босна и Херцеговина је ушла у састав Државе Словенаца, Хрвата и Срба, која је потом постала дио Краљевства Срба, Хрвата и Словенаца.

## Реформе и управа
Од окупације до анексије, државно-правни статус Босне био је „правна аномалија”: формално је остала османски вилајет, султан је и даље био њен легитимни сизерен, док је стварна власт припада Аустроугарској. У формално-правном пољу Аустроугарске, Босна и Херцеговина није била ни у састави Цислајтаније, ни Транслајтаније, већ је била издвојена у посебну, трећу јединицу монархије, која је припадала хабзбуршкој круни и којом су заједнички владале аустријска и угарска влада, а у њихово име административне функције је обављао министар финансија Двојне монархије. Правни систем Босне није био ни аустријски, ни угарски, нити су њени становници постајали ни аустријски, ни угарски поданици. Прије доношења Устава из 1910, покрајина није имала никаква права аутономије и није учествовала у извршној власти монархије.
Интеграција нове територије текла је постепено: већ 1879. Босна и Херцеговина је укључена у царински систем Аустроугарске.
Бенјамин Калај, аустроугарски министар финансија, био је земаљски поглавар Босне и Херцеговине од 1883. до 1903. године. Једна од дјелатности Калаја била је замјена феудалне османске управе модернизованом аустроугарском. Управа, финансије и судство организоване су по аустроугарском примјеру. Њемачки језик је ушао у општу употребу као званични језик система унутрашње управе у Босни и Херцеговине. Калај је сматрао високообразовану и строго пробрану бирократију својим главним оруђем за постизање циљева. Ако се османска администрација састојала од 120 чиновника, онда их Аустроугарска 1881. имала 600, а 1897. већ 7378, док је у вријеме анексија број чиновника порастао на 9539.
Постепено, Калај је прешао на спровођење концепта просвјећеног апсолутизма, који је подразумијевао управљање без учешћа народа, док је истовремено, у складу са интересима монархије и могућностима босанскохерцеговачких финансија, доводио социјално-економске прилике у БиХ ближе оним општим за монархију. Тим је отворен пут за прелазак са окупације на анексију. Истовремено, Калај се плашио да промијени социјалну структуру, која је преовлађивала у БиХ.
Босна и Херцеговина је 17. фебруара 1910. добила устав по коме се, уз земаљску владу, сазвао и сабор. Сабор је биран по конфесионалној основи: 31 мјесто — православни заступници, 24 муслимански и 16 католици. Грађанима су дата минимална уставна права уз законску гаранцију њиховог постепеног раста. Концепт ограничене уставности био је, по мишљењу аустроугарских власти, „логична посљедица културне заосталости народа Босне и Херцеговине”. Устав је озаконио већ постојећа уставна грађанска права, уз напомену да се у хитним случајевима могу ограничити или укинути. Сабор је био лишен законодавне иницијативе и права да контролише владу. Ово право је припадало управи ц. и кр. министарства финансија за Босну и Херцеговину.

## Социјално-економски и демографски подаци

### Привреда
Током Калајеве управе привредни развој покрајине одвијао се по посебном плану и имао је карактер убрзане модернизације. Изграђене су жељезнице, чија је дужно до почетка 20. вијека износила 1684 км, али то су углавном биле пруге уског колосијека. Развијена су лежишта гвоздене руде, магнезијума, соли и угља. У пољопривреди су уведени парни и електрични млинови, а појавило се и оплемењено сточарство. Истовремено, очуван је османски систем коришћења земљишта, заснован на аграрном закону из 1858. године. Земљиште је и даље било у власништву представника муслиманског племства, за које су задржане посебне привилегије. Сељаци су и даље били зависни од земљопосједника. Већина становништва је живјела на селима, градско становништво је чинило око 15% становништва Босне и Херцеговине.

### Демографија
Становништво Босне и Херцеговине од 1879. до 1910. године:
| Попис | Муслимани | Муслимани | Православци | Православци | Католици | Католици | Јевреји | Јевреји  | Укупно    |
| Попис | Број      | Постотак  | Број        | Постотак    | Број     | Постотак | Број    | Постотак | Укупно    |
| ----- | --------- | --------- | ----------- | ----------- | -------- | -------- | ------- | -------- | --------- |
| 1879. | 448.613   | 38,7%     | 496.485     | 42,9%       | 209.391  | 18,1%    | 3675    | 0,3%     | 1.584.164 |
| 1885. | 492.710   | 36,9%     | 571.250     | 42,8%       | 265.788  | 19,9%    | 5805    | 0,4%     | 1.336.091 |
| 1895. | 548.632   | 35%       | 673.246     | 42,9%       | 334.142  | 21,3%    | 8213    | 0,5%     | 1.568.092 |
| 1910. | 612.137   | 32,2%     | 825.418     | 43,5%       | 434.061  | 22,9%    | 11.868  | 0,6%     | 1.898.044 |

Миграције из других дијелова Монархије у Босну и Херцеговину су биле ријетке. То је довело до образовања нових националних група. Нпр. према попису становништва из 1910. у БиХ је идентификовано 7095 Чеха (од тога 1702 у Сарајеву).

### Међунационални односи
Током окупације, национална свијест Срба који су живјели на овим просторима већ је била у потпуности оформљена. Код Хрвата се процес националног формирања одвијао са значајним закашњењем. Поред Срба и Хрвата, након османског освајања, на тлу Босне јавља се још један тип националне свијести, који се прво образовао као муслиманска религиозна заједница, а затим је прерастао у етничку заједницу.
Аустроугарска политика у Босни и Херцеговини водила је рачуна о босанскохерцеговачком плурализму и религиозној разноликости Босне и Херцеговине. Бенјамин Калај је водио политику „бошњаштва”, с циљем да се становништву Босне и Херцеговине усади осјећај припадности великој и моћној нацији. Становништво БиХ сматрало се „заједницом која говори босанским језиком, исповиједа три религије и има једнака права.”
Аустроугарски политичари су покушали да изолују Босну и Херцеговину од иредентистичких осјећања већински православне Србије и већински муслиманске Турске. Жеља Срба и Хрвата да се уједине са Србијом или Хрватском, била је главне пријетња аустроугарској власти. Након Калајеве смрти, аустроугарска политика у БиХ је постала мање дјелотворна и у другој половини 1910-их национализам јужнословенских народа био је незаобилазни фактор у БиХ. Идеја јединствене јужнословенске државе постала је популарна политичка идеологија у Босни и Херцеговини.

## Политика
Босанско-херцеговачки сабор је основан 1910. као законодавни орган, Земаљски савјет је постао извршни орган, на чијем челу је био земаљски поглавар. У Сабору су биле заступљене сљедеће странка:
- Муслиманска народна организација,
- Српска народна организација,
- Хрватска народна заједница и
- Хрватско католичко удружење.

Осим тога, у Босни и Херцеговини су постојале и ванпарламентарне странке:
- Муслиманска напредна странка,
- Муслиманска демократија,
- Српска народна независна странка и
- Социјалдемократска странка Босне и Херцеговине.

Сабор није имао утицај на извршну власт, није могао да поставља питања и расправља о њеном раду. Законодавна власт је и даље остала у рукама монарха и владе у Бечу и Будимпешти. Законодавна функција Сабора била је ограничена на мјесна питања. Сабор је био сачињен од 92 заступника, од којих је 20 била уврштено „по положају”. Њих су чинили вјерски и свјетовни „високи представници”: главни муфтија, вакуфско-меарифски директор, најауторитативније муфтије, укључујући сарајевског и мостарског, четири српска православна митрополита, потпредсједник Великог управног и просвјетног савјета Српске цркве, римокатолички надбискуп, два римокатоличка дијецезанска бискупа, два провинцијала фрањевачког реда, сефардијски надрабин сарајевски, предсједник Врховног суда, предсједник сарајевске адвокатске коморе, градоначелник Сарајева и предсједник трговачке и обртничке коморе у Сарајеву. Од 72 посланика који су бирани на мандат од 5 година, 16 су били католици, 24 муслимани, 31 православци, а један мандат је додијељен Јеврејима. Бирачи нису могли да опозову своје посланике. Предсједник Сабора и његовог замјеник је постављао монарх. Избори су се одржавали по куријалном систему: грађани су, у зависности од конфесионалне припадности, били подијељени у три курије, у свакој социјалној групи су се разликовале — градска, сеоска, велепосједничка и интелигенција.
Поред Сабора, уставом из 1910. у политички живот БиХ уведене су институције као што су владин савјет и котарске (обласна) вијећа. Функције владиног савјета укључивале су комуникацију Сабора са осталим органима властима. Котарска вијећа су била изабрани органи мјесне самоуправе, такође бирани на основу конфесионалног омјера становништва БиХ, али је њихова надлежност била строго ограничена на мјесна, углавном економска питања и није укључивала друштвено-политичко дјеловања.
Након окупације Аустроугарске у архитектури се појављује неомаварска стил у архитектури.

## Администрација
Босном и Херцеговином су заједнички управљали Цислајтанија (Аустрија) и Транслајтанија (Угарска) преко заједничког Министарства финансија. У Министарству финансија постојао је Босански биро који је контролисао Босну и Херцеговину преко Земаљске владе са сједиште у Сарајеву. На челу Земаљске владе био је гувернер, који је био и командант војних снага са сједиштем у Босни и Херцеговини. Владу су чинили и замјеник гувернера и шефови ресора. У почетку је влада имала само три одјељења, и то за унутрашњу управу, финансије и правосуђе. Када су основана и друга одјељења, укључујући грађевинско, привредно, техничко и одјељење за наставу и богословље.
Уставом из 1910, монарх је прогласио Босну и Херцеговину јединственом административном територијом под одговорним руководством заједничког министра финансија. Спровођењем устава, положај Босне и Херцеговине се није промијенио. Остала је corpus separatum којом су управљале Аустрија и Угарска. Уставом су спроведена три нове институције, Босанско-херцеговачки сабор, Земаљски савјет и котарског вијећа. Сабор је имао врло ограничена законодавна овлашћења. Главна законодавна власт била је у рукама монарха, парламента у Бечу и Будимпешти и заједничког министарства финансија. Сабор је само предлагао одлуке које је требало да одобре парламенти у Бечу и Будимпешти. Сабор такође није имао утицај на административно-политичке институције, Земаљски савјет и котарска вијећа, а такође није имала право да учествује у сваком одлучивању; Сабор је могао да учествовати само у одлукама које су се односиле искључиво на Босну и Херцеговину, док су одлуке о оружаним снагама, трговачким и саобраћајним везама, царинама и сличним стварима доносили парламенти у Бечу и Будимпешти.
Аустроугарске власти су османску административну подјелу Босне и Херцеговине оставиле нетакнутом, само су промијениле називе административних јединица. Тако је Босански вилајет преименован у Reichsland, санџаци су преименовани у округе (Kreise), казе су преименоване у котаре (Bezirke), док су нахије преименоване у котарске испоставе (Exposituren). Било је шест округа и 54 котара, које су задржане до 1922. године. На челу Reichsland био је земаљски поглавар (Landeschef), на челу округа је био окружни предстојник (Kreisleiters), док су на челу котара био котарски предстојник (Bezirksleiters).

### Гувернери
| Бр. | Портрет | Име (рођење—смрт)                     | Националност | Мандат             | Мандат             | Мандат             |
| Бр. | Портрет | Име (рођење—смрт)                     | Националност | Преузео дужност    | Прекинуо дужност   | Трајање            |
| --- | ------- | ------------------------------------- | ------------ | ------------------ | ------------------ | ------------------ |
| 1.  |         | Јосип Филиповић (1818—1889)           | Хрват        | 13. јул 1878.      | 18. новембар 1878. | 128 дана           |
| 2.  |         | Вилхелм фон Виртемберг (1828—1896)    | Нијемац      | 18. новембар 1878. | 6. април 1881.     | 2 године, 139 дана |
| 3.  |         | Херман Дален фон Орлабург (1828—1887) | Нијемац      | 6. април 1881.     | 9. август 1882     | 1 година, 125 дана |
| 4.  |         | Јохан фон Апел (1826—1906)            | Нијемац      | 9. август 1882.    | 8. децембар 1903   | 21 година, 121 дан |
| 5.  |         | Еуген фон Албори (1838—1915)          | Нијемац      | 8. децембар 1903.  | 25. јун 1907.      | 3 године, 199 дана |
| 6.  |         | Антон фон Винцор (1844—1910)          | Нијемац      | 30. јун 1907.      | 7. март 1909.      | 1 година, 255 дана |
| 7.  |         | Маријан Варешанин (1847—1917)         | Хрват        | 7. март 1909.      | 10. мај 1911.      | 2 године, 64 дана  |
| 8.  |         | Оскар Поћорек (1853—1933)             | Словенац     | 10. мај 1911.      | 22. децембар 1914. | 3 године, 226 дана |
| 9.  |         | Стјепан Саркотић (1858—1939)          | Хрват        | 22. децембар 1914. | 3. новембар 1918   | 3 године, 316 дана |

## Религија
Аустријски цар и угарски краљ је имао могућност да поставља и разрјешава религијске личности и контролише религиозне институције Босне и Херцеговине на основу споразума са папом римским, васељенским патријархом и шејхул-исламом.
Ако су до 1878. доминантни представници друштвено-политичке и културне елите свих националних заједница Босне и Херцеговине били свештенство, онда је након њеног прикључења Аустроугарској и продора буржоаско-либералних идеја, улога духовне јерархије почела да опада. Чиновници и наставници почели су да заузимају главна мјеста у администрацији и просвјетитељско-образовним институцијама. Најприје је протјерано муслиманско и православно свештенство. Католицизам је, напротив, задобио положај државне вјероисповијести.
Аустроугарска окупација Босне и Херцеговине довела је до значајних реформи Католичке цркве у Босни и Херцеговине. Створене су Врхбосанска надбискупија, Бањалучка бискупија и Мостарско-дувањска бискупија 1881. године. Радови на изградњи Катедрале Срца Исусова у Сарајеву почели су 1884, а довршени су 1889. године.
Аустроугарске власти су водиле политику која је за циљ имала повећање броја католика у Босни и Херцеговини. До 1914. створено око 20 колонија за католичке досељенике, првенствено из Њемачке и Галиције. Доселило се између 180.000 и 200.000 људи, што је било посебно уочљиво уз одлазак мјесног (претежно муслиманског) становништва — око 140.000 људи. Постепено, аустроугарске власти су губиле повјерење у фрањевачки ред, пошто је дјеловао сасвим самостално. Усљед конкордата склопљеног са Ватиканом, фрањевци су изгубили свој привилеговани положај — искључиво на католичку паству у Босни и Херцеговини. Новоименовани врхбосански надбискуп Јосип Штадлер, који је био језуита, именован је за надбискупа 14. јуна 1882. и то остао све до смрти 1918. године. Спровео је мјере за католичење православног и муслиманског становништва. Католичко свештенство, дјелујући у спрези са језуитима и фрањевцима, водило је политику потискивања националних осјећања, што се нарочито односило на Србе католике.
Успостављена је посебна контрола над дјеловањем православних свештеника. Покренут је курс ка укидању црквено-парохијских школа и општој секуларизацији основног образовања. Послије склапања са споразумом са Цариградском патријаршијом 1880, монарх је добио право да поставља православне митрополите у покрајини. Као одговор на ове мјере, православно становништво Босне и Херцеговине покренуло је борбу за признавање црквено-школске аутономије и за право да у црквено-парохијским школама подучавају дјелу на ћирилици. То је постигнуто тек 1905. године.
Аустроугарске власти су настојале да муслиманско становништво покрајине изолују од османског утицаја. Да би постигао свој циљ, Франц Јозеф је свог штићеника Мустафу Хаџиомеровића поставио на чело Исламске заједнице у Босни и Херцеговини. Све религиозне исламске институције у регији су сачуване. Муслимани су 1909. успјели да добију вјерско-школску аутономију.